# 格姆龐德鎮區 (阿肯色州阿肯色縣)
格姆龐德鎮區（英語：Gum Pond Township）是位於美國阿肯色州阿肯色縣的一個行政鎮區。

## 地方資料
格姆龐德鎮區的面積為96.76平方千米，當中陸地面積為93.76平方千米，而水域面積為2.79平方千米。根據2010年美國人口普查的數據，當地共有人口9220人，而人口密度為每平方千米95.29人。